# CILS
CILS(이탈리아어: Certificazione di Italiano come Lingua Straniera, 영어: Certificazione di Italiano come Lingua Straniera)는 이탈리아어 공인 시험의 하나이다.
다양한 수준의 언어 능력을 인정하는 시에나 외국인 대학교에서 이탈리아어를 구사하는 외국인을 위해 제공하는 자격이다. 자격은 이탈리아 외무부에서 인정하며 이탈리아의 모든 이탈리아 대학 또는 고등 교육 기관에서 입학 허가를 받는데 자주 사용된다.

## 같이 보기
- CELI